# Szpital Nazaret
Szpital Nazaret (hebr. בית חולים אי.מ.מ.ס הסקוטי; ang. The Nazareth Hospital - E.M.M.S. Nazareth; nazywany także Angielski Szpital) – szpital położony w mieście Nazaret na północy Izraela. Jest to najstarszy i jednocześnie główny szpital w mieście.

## Historia
W 1841 roku w Szkocji powstała chrześcijańska organizacja Edinburgh Medical Missionary Society (E.M.M.S.), której celem było niesienie pomocy potrzebującym oraz pomaganie chorym. W 1861 roku organizacja ta wysłała do Palestyny (będąca wówczas częścią Imperium Osmańskiego) dr Kaloost Vartana. Dotarł on do Nazaretu jadąc na grzbiecie muła z Libanu. Został zatrudniony przez Kościół anglikański i od tego momentu starał się zapewnić usługi medyczne swoim wyznawcom przybywającym w pielgrzymkach do miasta. Bardzo szybko założył klinikę, która była wówczas jedynym szpitalem w obszarze północnej Palestyny i południowego Libanu (od Jerozolimy po Bejrut). Klinika mieściła się na pierwszym piętrze wynajętego domu, i posiadała zaledwie jeden pokój z czterema łóżkami. Dodatkowo dr Vartan podróżował po okolicznych wsiach, udzielając ich mieszkańcom pomocy medycznej. W 1866 roku otrzymał on większe wsparcie finansowe od E.M.M.S. z Edynburga. Dzięki temu klinika mogła wynająć nowy budynek i powiększyć się do 40 łóżek. W 1906 roku zakupiono działkę położoną na wzgórzu w zachodniej części miasta. Rozpoczęto na niej budowę szpitala. Doktor Vartan nie doczekał jego otwarcia, gdyż zmarł w 1908 roku. Natomiast pierwszy budynek szpitalny otworzono w 1912 roku. W kolejnych latach dodawano do niego kolejne budynki. Podczas I wojny światowej szpital został w 1915 roku zajęty przez władze osmańskie i przekształcony w szpital wojskowy. Podbicie Palestyny przez Brytyjczyków i utworzenie Brytyjskiego Mandatu Palestyny umożliwiło powrócenie szpitala pod opiekę E.M.M.S.. W 1935 roku szpital otrzymał zasilanie energią elektryczną. Gdy w 1939 roku wybuchła II wojna światowa sytuacja szpitala bardzo się skomplikowała. Przesunięcia brytyjskiego personelu medycznego spowodowały, że pozostały w nim zaledwie dwie lekarki z ograniczoną liczbą pielęgniarek. Pomimo to, w kolejnych latach liczba pacjentów nieustannie rosła. Sytuacja dramatycznie pogorszyła się w 1948 roku, gdy podczas I wojny izraelsko-arabskiej w mieście schroniło się około 20 tys. palestyńskich uchodźców z wysiedlonych wiosek. Po zakończeniu wojny sytuacja szpitalu ustabilizowała się.

## Oddziały szpitalne
Szpital posiada następujące oddziały medyczne: szpitalny oddział ratunkowy, ginekologia i położnictwo, ortopedia, chirurgia, chirurgia plastyczna, urologia, pediatria, kardiologia, interna, psychiatria, nefrologia i anestezjologia. Dodatkowo przy szpitalu znajdują się przychodnie szpitalne w specjalnościach: ginekologia, położnictwo, ortopedia, chirurgia naczyniowa, gastrologia, interna, urologia, kardiologia, pulmonologia, pediatria, nefrologia, neurologia, hematologia i psychiatria. Szpital specjalizuje się również w hospitalizowanych pacjentów z gruźlicą.
Szpital współpracuje z Wydziałem Medycznym Uniwersytetu Bar-Ilana w Safedzie. Przy szpitalu od 1924 roku funkcjonuje Szkoła Pielęgniarek, która współpracuje z Uniwersytetem Hajfy.